# Grzegorz Brudziński
Grzegorz Brudziński, (ur. 1959 roku w Piszu, województwo warmińsko-mazurskie) – polski sędzia sportowy.

## Kariera
Sędziuje od 1982 roku, sędzia międzynarodowy od 1989 r. W 1996 zdobył uprawnienia sędziego klasy E upoważniające do sędziowania mistrzostw świata i europy. Uczestnik Olimpiad: Sydney 2000, Ateny 2004, Pekin 2008 oraz Londyn 2012.
od 2013 roku wiceprezydent Światowej Komisji Sędziowskiej i Prezydent Europejskiej Komisji Sędziowskiej przy Światowej Federacji Zapasów. Podczas olimpiady w Pekinie był kierownikiem maty odpowiedzialnym i decydującym na jednej z trzech mat.
Awansem wszedł do grona rekordzistów sędziujących Igrzyska Olimpijskie, którzy sędziowali 3 Olimpiady (przed nim: Przedpolski, Smalcerz – ciężary, Lis – zapasy) Ci ostatni już zakończyli karierę sędziowską. Limit wieku dla sędziów zapaśniczych wynosi 65 lat tak, że pobicie rekordu uczestnictwa w Igrzyskach Olimpijskich jest całkiem realne.
W 2009 roku decyzją Biura Światowej Federacji Zapasów mianowany został instruktorem tj. Członkiem Komisji Sędziowskiej przy Światowej Federacji Zapasów. Komisja składa się z 11 osób z całego świata. Do obowiązków członków komisji należy kontrola organizatorów i sędziów podczas mistrzostw kontynentalnych, świata i olimpiad. Nominuje sędziów na wyższe klasy sędziowskie oraz ich degraduje. Komisja ta typuje również sędziów na Igrzyska Olimpijskie. Komisja wydaje również przepisy wykonawcze interpretujące zasady walki zapaśniczej. Jest pierwszym i jedynym sędzią z Polski awansowanym na tak wysokie stanowisko w strukturach wszystkich światowych federacji sportu.
Wcześniej zawodnik w stylu klasycznym klubu Budowlanych Olsztyn i Glinika Gorlice, wychowanek trenera Henryka Cupa. Z żona Bożeną ma dwie córki, Anna i Kinga.
W listopadzie 2016 został wybrany prezesem Polskiego Związku Zapaśniczego na kadencję 2016–2020. Został z tego stanowiska odwołany już po pół roku, 14 maja 2017 r., przez Nadzwyczajne Walne Zgromadzenie Delegatów Związku.
Członek Zarządu Polskiego Komitetu Olimpijskiego